# Hélder Ornelas
Hélder Ornelas (* 6. Mai 1974 in Nova Lisboa, Angola) ist ein portugiesischer Langstreckenläufer.
Als Teilnehmer der Olympischen Spiele 2000 in Sydney schied er im Halbfinale über 5000 m aus. Im Jahr darauf wurde er Achter bei den Crosslauf-Weltmeisterschaften in Oostende. Am Jahresende belegte er bei den Crosslauf-Europameisterschaften in Thun den 21. Platz und gewann Bronze mit der portugiesischen Mannschaft. Bei den Crosslauf-EM 2002 in Medulin wurde er Fünfter und holte erneut Bronze in der Mannschaftswertung.
2005 gewann er bei seinem Debüt über die 42,195-km-Distanz den Mailand-Marathon. Beim Marathon der Leichtathletik-Europameisterschaften 2006 belegte er den 15. Platz. 2007 gewann er den Prag-Marathon. 2008 kam er beim Marathon der Olympischen Spiele in Peking auf den 46. Rang. 2009 wurde er Zweiter beim Saint-Denis-Halbmarathon.
Im Mai 2011 wurde bei den Erhebungen zu seinem Biologischen Pass ein abnormales Blutprofil festgestellt. Ein aus drei Hämatologen zusammengesetztes Expertengremium schloss natürliche Ursachen aus und folgerte, dass eine verbotene Substanz oder eine verbotene Methode eingesetzt worden sei. Nachdem zehn Monate ermittelt worden war, wurde vom portugiesischen Leichtathletikverband FPA im Mai 2012 eine vierjährige Sperre verhängt. Es war das erste Mal, dass eine Dopingsanktion gegen einen Leichtathleten aufgrund des Biologischen Passes verhängt wurde. Die IAAF sperrte ihn bis zum 12. Januar 2016.

## Persönliche Bestzeiten
- 3000 m: 7:50,02 min, 1. September 2000, Berlin
- 5000 m: 13:18,56 min,	30. Juni 2000, Rom
- 10.000 m: 28:01,94 min, 7. April 2001, Barakaldo
- Halbmarathon: 1:02:57 h, 18. Oktober 2009, Saint-Denis
- Marathon: 2:10:00 h, 4. Dezember 2005, Mailand